# Klützer Gold
Klützer Gold ist der Name einer Käsesorte, die zu Zeiten der DDR in einer Käserei, gelegen zwischen Klütz und Kalkhorst im Klützer Winkel produziert wurde und seit 9. Juli 2005 durch die Initiative des Niederländers Jack Koopman anlässlich der 775-Jahr-Feiern der beiden Orte eine Wiederbelebung erfuhr.
Klützer Gold ist ein gelber, fettreicher (50 % F.i.T.) Käse mit einem sehr durchdringenden, charakteristischen Geruch und mit einem intensiven, ebenfalls charakteristischen Aroma. Ähnlich ist der Limburger Käse. Auf Grund seines hervorragenden Geschmacks zählte er zu DDR-Zeiten zur Bückware und musste selbst den Einheimischen des Klützer Winkels aus Sachsen und anderen Regionen der DDR mitgebracht werden. Die Abfälle der Käserei verunreinigten vor allem die Klützer Beck, auch an ihrer Mündung im Ostseebad Boltenhagen.